# Bronisław Czerwiński
Bronisław Czerwiński (ur. 20 lipca 1907 w Pińczowie, zm. 27 czerwca 1957 w Gdańsku) – polski matematyk.

## Życiorys
Przed drugą wojną światową rozpoczął studia z zakresu matematyki na Wydziale Filozoficznym Uniwersytetu Jagiellońskiego, które przerwał w czasie odbywania służby wojskowej. Walczył pod Wieluniem, Łodzią, Warszawą, Radzyniem i Kobryniem. 15 listopada 1939 roku zgłosił się do dyspozycji władz tajnego nauczania w kuratorium kieleckim, po czym oddelegowano go do kuratorium gdańskiego. Organizował na tym terenie gimnazjum i liceum w Oliwie, którego został dyrektorem. Od 1 września 1945 roku starszy asystent, a od 1 listopada tego roku adiunkt w Katedrze Matematyki Wydziału Mechanicznego Politechniki Gdańskiej. W 1947 roku uzyskał stopień doktora na Wydziale Budowy Okrętów. Otrzymał awans na stanowisko zastępcy profesora 1 września 1954 roku. Jeden z założycieli i rektor Wieczorowej Szkoły Inżynierskiej, później rektor WSE w Sopocie i prorektor Politechniki Gdańskiej ds. studiów zaocznych. 24 lutego 1956 roku otrzymał stopień docenta, a 1 marca 1956 stanowisko samodzielnego pracownika nauki na pełnym etacie. Autor 4 tomów skryptów z matematyki i 10 publikacji. Zmarły w Gdańsku 27 czerwca 1957 roku, pochowany na cmentarzu Oliwskim (kwatera 12-A-16).

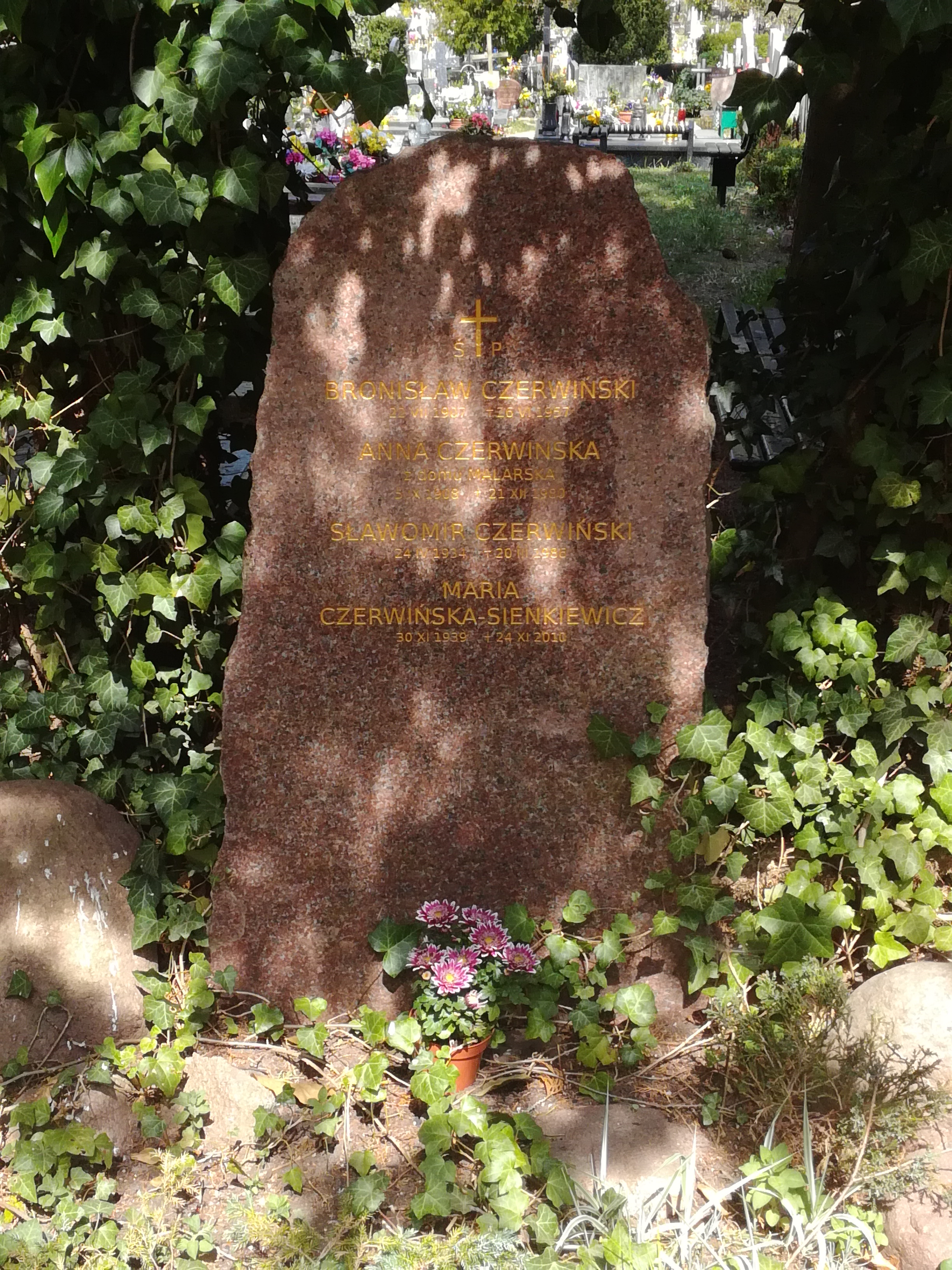
Grób docenta Bronisława Czerwińskiego na cmentarzu Oliwskim